# Eduardo Vargas
Eduardo Jesús Vargas Rojas, född 20 november 1989 i Santiago, är en chilensk fotbollsspelare som sedan januari 2017 spelar för den mexikanska klubben Tigres UANL.
Vargas Rojas har sedan sommaren 2009 spelat för Chiles landslag.